# Taolou
Taolou (kinesiska: 陶楼) är en köping i östra Kina. Den ligger i Changfeng härad i staden Hefei i provinsen Anhui, omkring 32 kilometer nordväst om provinshuvudstaden Hefei. Antalet invånare är 17730. Befolkningen består av 8 771 kvinnor och 8 959 män. Barn under 15 år utgör 15,0 %, vuxna 15-64 år 70 %, och äldre över 65 år 13,0 %.